# Fresne-l'Archevêque
Fresne-l'Archevêque è un ex comune francese di 510 abitanti situato nel dipartimento dell'Eure nella regione della Normandia.
Dal il 1º gennaio 2016 è stato accorpato ai comuni di Boisemont e Corny per formare il nuovo comune di Frenelles-en-Vexin, del quale costituisce comune delegato.

## Società

### Evoluzione demografica
Abitanti censiti